# Rongo
Rongo eller Rongo-ma-tane (ibland även Lono) är fredens gud i Oceaniens mytologi hos Maorifolket på Nya Zeeland, son till Rangi och Papa. 

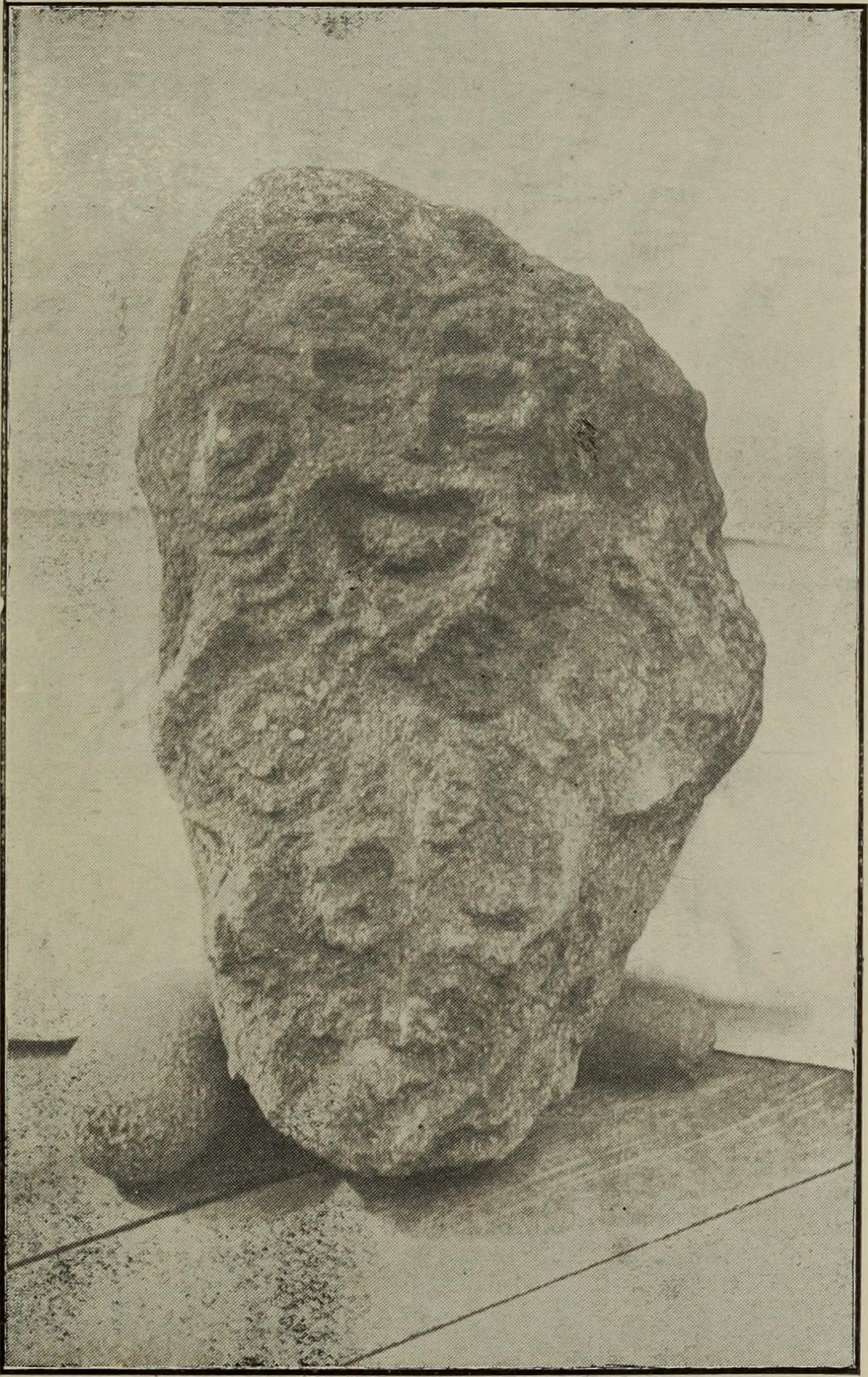
Skulptur av Rongo, före 1840.

Rongo slog sig samman med sin bror Tane i uppsåtet att skilja på föräldrarna för att få ett slut på deras ständiga parning. Rongo representeras av sötpotatisen och förknippas allmänt med rotfrukter.